# Germán Gómez de la Mata
Germán Gómez de la Mata (Madrid, 	11 de septiembre de 1888-1938) fue un novelista y traductor español.

## Biografía
Germán Gómez de la Mata nació el 11 de septiembre de 1888 en Madrid. Era hijo del médico y divulgador Federico Gómez de la Mata, hijo a su vez del médico y político liberal Agustín Gómez de la Mata. Aunque también comenzó estudios de medicina, los abandonó para dedicarse al periodismo.
Gómez de la Mata es citado a menudo como novelista rosa de la generación de Felipe Trigo o Pedro Mata. Rafael Cansinos Assens elogió mucho su novela Muñecas perversas. Fue colaborador en varios números de La Novela Corta durante la década de 1920.
Como traductor, tradujo del francés a autores como Paul Reboux, Paul de Kock, Francis de Miomandre, Huysmans, Alexandre Dumas (hijo) y Paul Bourget. Falleció en 1938.

## Novelas
- Orquídea (1910)
- Mariposa (1911)
- Muñecas perversas (1915)
- La que llegó tarde (1918)
- De lejos (1923)
- Las esfinges (1923)
- De la copa a los labios (1924)
- El favorito de las diosas (1924)
- Pantomima (1924)
- Ánima en pena (1924)
- Musa (1925)
- Un niño en el infierno (1929)
- Teresa Cabarrus (Mme. Tallien)
- La novela amorosa